# آبي مارتن
آبي مارتن (بالإنجليزية: Abe Martin)‏ هو مدير فني أمريكي، ولد في 18 أكتوبر 1908 في جاكسبورو في الولايات المتحدة، وتوفي في 11 يناير 1979 في فورت وورث في الولايات المتحدة.